# رضوان (لقنت)
رِضْوَان هي منطقة في فيغا باجا شقورة في بلنسية بإسبانيا. 
تقع هذه البلدة عند سفوح جبل قليوشة. رضوان هي إحدى قرى فيغا باجا (وادي منخفض الخصوبة) في جنوب الساحل الأبيض (كوستا بلانكا) في إسبانيا. تقع في مقاطعة لقنت، على سهل قليل الغطاء النباتي عند سفح جبل شقورة، على بُعد نحو 7 كيلومترات من أوريويلا.
على الرغم من أن البلدة تأسست على يد الموريين خلال الفتح العربي (القرنين الثامن والثالث عشر)، إلا أن الأدلة على وجود مستوطنات أقدم بكثير تعود إلى عصور ما قبل التاريخ قائمة. تشتهر البلدة بصناعة الخزف، ويعود هذا التقليد إلى القرن الثالث قبل الميلاد، حيث عُثر على عينات مختلفة من الأعمال الخزفية ذات النمط المتعرج المميز.
يبدو أن بعض المرتفعات الصغيرة من الأراضي في المناطق المحيطة كانت مأهولة بالسكان منذ العصر الحجري الحديث وحتى العصر البرونزي. في القرن الثاني قبل الميلاد، يبدو أن المنطقة شهدت حضارات مختلفة، من بينها "حضارة أرغار" المنتشرة بكثرة في المرية (جنوبًا على طول ساحل إسبانيا). لطالما جذبت المنطقة المستوطنين، ويرجع ذلك أساسًا إلى أهميتها الزراعية، لا سيما وأن حوضها يُروى بنهر سيغورا، إلا أن المنطقة واجهت مشاكل متكررة بسبب تعرضها للفيضانات.